# Лижие JS27
Лижие JS27 е болид от Формула 1, с който отбора на Лижие участва през сезон 1986. Той е пилотиран от Жак Лафит (заменен е от Филип Алио от ГП на Германия) и Рене Арну.
Болидът е наследник на предишния болид JS25, с намален резервоар и подобрена аеродинамика. Също така то е по-лек от своя предшественик, което даде шанс на пилотите, Жак Лафит и Рене Арну да се борят често в зоната даваща точки, а дори и за подиуми. В Детройт, Лафит дори поведе, преди първите спирания в бокса, а накрая финишира втори, докато Арну катастрофира, след като бе втори. Преди ГП на Великобритания, Лижие се намираше на четвърта позиция при конструкторите, зад Уилямс, Макларън и Лотус, но пред Ферари.
Състезанието обаче повлия негативно за отбора, след като Жак Лафит бе замесен в задръстването в първата обиколка, от което французина сериозно си контузи и двата си крака. Това бе и последното състезание за Лафит, като реши да не се върне.
След катастрофата на Лафит, резултатите на отбора постепенно спаднаха, поради липса на развитие върху болида. Единствено в Германия и Мексико, Арну и Алио се класираха в точките, което обаче бе достатъчно за френския тим да завърши пети при конструкторите с 29 точки.
JS27 бе и последния конкурентоспособен болид, създаден от Лижие. От 1987 формата на тима постепенно се влошаваше и това продължи до началото на сезон 1993.

## Класиране във Формула 1
| Година | Отбор | Двигател(и)             | Гуми | Пилоти     | 1   | 2   | 3   | 4   | 5   | 6   | 7   | 8   | 9   | 10  | 11  | 12  | 13  | 14  | 15  | 16  | Точки | WCC |
| ------ | ----- | ----------------------- | ---- | ---------- | --- | --- | --- | --- | --- | --- | --- | --- | --- | --- | --- | --- | --- | --- | --- | --- | ----- | --- |
| 1986   | Лижие | Рено Гордини EF15 V6 tc | П    |            | BRA | ESP | SMR | MON | BEL | CAN | DET | FRA | GBR | GER | HUN | AUT | ITA | POR | MEX | AUS | 29    | 5-и |
| 1986   | Лижие | Рено Гордини EF15 V6 tc | П    | Рене Арну  | 4   | Ret | Ret | 5   | Ret | 6   | Ret | 5   | 4   | 4   | Ret | 10  | Ret | 7   | 15  | 7   | 29    | 5-и |
| 1986   | Лижие | Рено Гордини EF15 V6 tc | П    | Жак Лафит  | 3   | Ret | Ret | 6   | 5   | 7   | 2   | 6   | Ret |     |     |     |     |     |     |     | 29    | 5-и |
| 1986   | Лижие | Рено Гордини EF15 V6 tc | П    | Филип Алио |     |     |     |     |     |     |     |     |     | Ret | 9   | Ret | Ret | Ret | 6   | 8   | 29    | 5-и |